# Gleichenia
Gleichenia es un gènere de falgueres tropicals de l'ordre Gleicheniales. Es originari d'Amèrica i Àfrica tropical.
Està estretament emparentat amb el gènere Stromatopteris, endèmic de Nova Caledònia.

## Algunes espècies
El gènere Gleichenia inclou 165 espècies, entre les quals destaquen:
- Gleichenia abscida Rodway
- Gleichenia alpina R.Br.
- Gleichenia cryptocarpa
- Gleichenia dicarpa R.Br.
- Gleichenia mendellii (G.Schneid.) S.B.Andrews
- Gleichenia microphylla R.Br.
- Gleichenia polypodioides (L.) Sm.
- Gleichenia quadripartita
- Gleichenia rupestris R.Br.
- Gleichenia squamulosa